# Drūkšiaimeer
Het Drūkšiaimeer (Litouws: Drūkšiai, Wit-Russisch: Дрысвяты Drysvjaty, Russisch Дрисвяты Drisvjaty, Pools: Dryświaty) is het grootste meer van Litouwen. Het meer ligt in het uiterste noordoosten van het land en heeft een oppervlakte van 44,79 km². Een klein gedeelte van het meer ligt op Wit-Russisch grondgebied. De diepte van het meer is gemiddeld 7,6 m en maximaal 33,3 m.
Het water van het meer wordt gebruikt voor de koeling van een van de grootste kerncentrales van Europa, de Ignalina-centrale, die zich aan de zuidwestkant van het meer bevindt. De grootste plaats aan het meer is het Wit-Russische Drysvjaty, dat naar het meer is genoemd en waar zich de uitstroom bevindt.
Tussen de beide wereldoorlogen lag het gehele meer als onderdeel van het Vilniusgebied op Pools grondgebied.

## Stroomgebied en afvoer
Het meer heeft een stroomgebied van 613 km². Daarvan behoort de helft tot Litouwen, 32% tot Wit-Rusland en 18% tot Letland. Tot 1912 verzorgde de rivier de Drūkša (Wit-Russisch: Drisvjata) de afvoer van het meer. Nadat in 1912 verbinding via de Prorva werd aangelegd deed de Drūkša dat nog gedeeltelijk, maar sinds de laatste rivier in 1953 werd afgedamd, verloopt de afvoer geheel via de Prorva, die uiteindelijk alsnog in de Drūkša uitmondt en via de Dysna en de Westelijke Dvina de Oostzee bereikt. De aanleg van de dam in de Drūkša zorgde er in 1953 ook voor dat het stroomgebied van het Drūkšaimeer werd uitgebreid met het stroomgebied van de Apyvardė, die via de vroegere bovenloop van de Drūkša naar het Drūkšameer wordt geleid.